# انجمن ایرانی ژئومورفولوژی
انجمن ایرانی ژئومورفولوژی انجمنی علمی است که از سال ۱۳۸۸ تحت نظر دفتر انجمن‌های علمی ایران وابسته به معاونت پژوهشی وزارت علوم، تحقیقات و فناوری در زمینه‌های علمی، پژوهشی و فنی دانش ژئومورفولوژی فعالیت می‌کند. طبق اساسنامه انجمن ایرانی ژئومورفولوژی، هدف اصلی این انجمن گسترش و پیشبرد و ارتقای علمی دانش ژئومورفولوژی و توسعه کیفی نیروهای متخصص و بهبود بخشیدن به امور آموزشی و پژوهشی در زمینه‌های ژئومورفولوژی می‌باشد و به‌منظور نیل به این هدف‌ها، انجمن اقدامات زیر را به‌عمل خواهدآورد:
- انجام تحقیقات علمی و فرهنگی در سطح ملی و بین‌المللی با محققان و متخصصانی که به گونه‌ای با علم ژئومورفولوژی سر و کار دارند.
- همکاری با نهادهای اجرایی، علمی و پژوهشی در زمینه ارزیابی و بازنگری و اجرای طرح‌ها و برنامه‌های مربوط به امور آموزش و پژوهش در زمینه علمی موضوع فعالیت انجمن.
- ترغیب و تشویق پژوهشگران و تجلیل از محققان و استادان ممتاز.
- ارائه خدمات آموزشی و پژوهشی و فنی.
- برگزاری گردهمایی‌های علمی در سطح ملی، منطقه‌ای و بین‌المللی
- انتشار کتب و نشریات علمی.[۲]

در حال حاضر دکتر مجتبی یمانی استاد ژئومورفولوژی دانشکده جغرافیای دانشگاه تهران ریاست هیئت مدیره انجمن ایرانی ژئومورفولوژی را بر عهده دارد.
فصل‌نامه علمی- پژوهشی پژوهش‌های ژئومورفولوژی کمّی نیز به عنوان مجله پژوهشی بین‌رشته‌ای در حوزه مطالعات ژئومورفولوژی مناطق خشک، ژئومورفولوژی مناطق کوهستانی، ژئومورفولوژی ساحلی، ژئومورفولوژی ساختمانی، ژئومورفولوژی دینامیک و تغییرات اقلیمی کواترنری توسط انجمن ایرانی ژئومورفولوژی در دانشکده جغرافیای دانشگاه تهران منتشر می‌شود.